# Dlouhý potok (přítok Chrudimky)
Dlouhý potok je levostranný přítok řeky Chrudimky protékající okresem Chrudim v Pardubickém kraji a okresem Havlíčkův Brod v Kraji Vysočina. Délka jeho toku činí 9,1 km. Plocha povodí měří 19,8 km².

## Průběh toku
Potok pramení při okraji lesa západně od Polomi v nadmořské výšce okolo 630 m. Zprvu jeho tok směřuje krátce na jihozápad. Postupně se obrací na jih ke vsi Křemenice, u které se stáčí na jihovýchod k osadě Možděnice. Mezi těmito vesnicemi protéká potok převážně lesnatou krajinou. U Možděnice napájí rozlehlý Kaprový rybník, od jehož hráze teče nejprve jihovýchodním, níže po proudu jižním směrem. V tomto úseku přijímá Dlouhý potok několik pravostranných přítoků, které značně posilují jeho tok. U vsi Dlouhý se obrací na severovýchod. Zde vzdouvá jeho hladinu Dlouhý rybník, pod nímž Dlouhý potok podtéká silnici I/37. Na dolním toku protéká loukami, na okolních svazích se nacházejí pole a malé lesní plochy.  
Pod silnicí spojující Všeradov a Dřevíkov se nachází malý jízek, od něho část vod Dlouhého potoka vedena náhonem ze 16. století k technickým památkám na vodní pohon v expozici Muzea v přírodě Vysočina na Veselém Kopci. Nachází se zde pila a olejna na vodní pohon, dále stupník na tříslo a vodní kolový mlýn. Několik desítek metrů pod zaústěním náhonu se potok vlévá zleva do řeky Chrudimky na jejím 79,6 říčním kilometru v nadmořské výšce okolo 535 m. 

### Větší přítoky
Nejdelším přítokem Dlouhého potoka je bezejmenný levostranný přítok přitékající od Možděnice na 4,8 říčním kilometru. Délka jeho toku činí 2,5 km.

### Rybníky
Vodní nádrže v povodí Dlouhého potoka podle rozlohy:
| název vodní nádrže | rozloha (ha) | celkový objem (tis. m³) | retenční objem (tis. m³) |  |
| ------------------ | ------------ | ----------------------- | ------------------------ |  |
| Kaprový rybník     | 9,2          | 200                     | 50                       |  |
| Dlouhý rybník      | 6,5          | 40                      | 35                       |  |